# Jihočeši 2012
Jihočeši 2012 (registrováno jako JIHOČEŠI 2012; zkratka JIH 12) je české politické hnutí působící v Jihočeském kraji. Hnutí vzniklo v prosinci roku 2011 a ve volbách do krajského zastupitelstva roku 2012 získalo 14,57 % hlasů a 9 mandátů. Politický subjekt Jihočeši 2012 si klade za cíl rovnoměrný regionální rozvoj na území Jihočeského kraje.
Aktuálně má hnutí starosty a zastupitele v desítkách obcí a měst po celém Jihočeském kraji. V posledních krajských volbách roku 2020 získali Jihočeši 2012 čtyři mandáty v Zastupitelstvu Jihočeského kraje při volebním zisku 6,54 %. Do krajských voleb 2024 opět sestavili kandidátní listinu vedenou předsedou hnutí a současným náměstkem hejtmana Pavlem Hrochem.

## Program
Program politického hnutí Jihočeši 2012 je rozdělen do několika klíčových bodů:
- otevřená krajská politika,
- rozvoj jihočeských měst i vesnic, program obnovy venkova,
- investice v dopravě, podpora dostavby dálnic D3 a D4, obchvaty měst a obcí,
- zkvalitnění samosprávy a vyšší míra transparentnosti,
- efektivní čerpání evropských dotací, mezinárodní spolupráce,
- problematika životního prostředí, boj se suchem, zadržování vody v krajině,
- odpadové hospodářství,
- podpora vzdělávání, jak na gymnáziích, tak i učňovského školství,
- rozvoj kultury v regionu,
- cestovní ruch Jihočeského kraje, zkvalitnění destinačního managementu,
- stabilní a fungující zdravotnictví, dostupná lékařská péče,
- finanční podpora rozšiřování seniorských domovů a dalších sociálních služeb,
- posilování regionální identity, image regionu, atraktivita kraje,
- problematika vlastnictví lesů, druhové skladby, řešení kůrovcové kalamity.[1]

## Účast ve volbách
V krajských volbách v roce 2012 získalo hnutí Jihočeši 2012 ve spolupráci s HOPB a Tábor 2020 v Jihočeském kraji 14,57 % hlasů (nejlepšího výsledku dosáhlo na Táborsku – 20,35 %) a 9 krajských zastupitelů (čtyři z nich – Luboš Průša, Pavel Vondrys, Michal Doktor, Pavel Pavel – byli dříve členy ODS). Po volbách a zformování koalice ČSSD a KSČM zaujali Jihočeši 2012 místo v opozici.
Ve volbách do Poslanecké sněmovny ČR v roce 2013 kandidovali členové hnutí na jihočeské kandidátní listině Hlavu vzhůru - volební blok, přičemž lídrem byl člen JIH 12 a dlouholetý poslanec Michal Doktor. Tomuto uskupení se ale do Poslanecké sněmovny nepodařilo proniknout, když celostátně získalo jen 0,42 % hlasů (v Jihočeském kraji 0,55 %).
V komunálních volbách v roce 2014 kandidovalo hnutí v 16 městech a obcích Jihočeského kraje (někteří členové kandidovali navíc v rámci jiných kandidátních listin), ve kterých získalo celkem 46 mandátů, když zvítězili v Milevsku, Vimperku, Mirovicích a Smržově. Po volbách pak obsadili nominanti hnutí starostenský post v Písku a Milevsku, starosty se stali i krajští zastupitelé Pavel Hroch v Kovářově a Jiří Fišer v Táboře, kteří kandidovali na kandidátních listinách KDU-ČSL, resp. Tábor 2020.
V krajských volbách v roce 2016 kandidovali Jihočeši 2012 samostatně a získali 5,80 % hlasů (nejlepšího výsledku dosáhli na Písecku – 12,65 %) a 4 krajské zastupitele (Pavel Hroch, Martin Doležal, Jiří Fišer a Pavel Pavel). Po volbách Jihočeši 2012 uzavřeli s ČSSD a ANO koaliční smlouvu a stali se součástí krajské koalice. Po vnitrokoaliční roztržce mezi ČSSD a ANO uzavřelo hnutí novou koaliční smlouvu s ČSSD, Hnutí pro Jižní Čechy a KDU-ČSL. Jihočeši 2012 posílili své postavení v radě kraje, když se Pavel Hroch stal uvolněným náměstkem hejtmanky pro životní prostředí, zemědělství, venkov a kulturu a Pavel Pavel neuvolněným radním.
V komunálních volbách v roce 2018 kandidovalo za hnutí napříč obcemi a městy Jihočeského kraje celkem 209 kandidátů a další desítky pak na sdružených kandidátních listinách s jinými politickými uskupeními. Hnutí zvítězilo například v Kovářově (starosta Pavel Hroch), v Milevsku (starosta Ivan Radosta), v Písku (starostka Eva Vanžurová), ve Volarech (starosta Vít Pavlík) nebo v Sedlečku u Soběslavě (starosta Vlastimil Bočánek).
Jihočeši 2012 oznámili začátkem dubna 2020 svou kandidaturu pro volby do krajského zastupitelstva Jihočeského kraje, které se uskutečnily 2. a 3. října 2020. O mandáty v krajském zastupitelstvu usilovali ve spojení s hnutími Občané pro Budějovice a Tábor 2020. Společná kandidátní listina těchto hnutí byla složena předně z dlouholetých úspěšných komunálních politiků - současných a bývalých starostů jihočeských měst, městysů a obcí. Lídrem kandidátky byl zvolen starosta obce Kovářov a náměstek hejtmanky Jihočeského kraje Pavel Hroch, kterého na čele kandidátní listiny doplnila další známá jména z regionu: starostka Písku Eva Vanžurová, starosta Sezimova Ústí Martin Doležal, starosta Prachatic Martin Malý, táborský starosta Štěpán Pavlík i jeho předchůdce Jiří Fišer. Z řad kandidátů HOPB se o místa v krajském zastupitelstvu na společné kandidátní listině Jihočeši 2012 ucházeli například náměstci primátora Českých Budějovic Ivo Moravec a Juraj Thoma.
Ve volbách si kandidátka polepšila na 6,5 % hlasů, obdržela nicméně jen 4 mandáty, tedy stejně, jako o čtyři roky dříve. Nejvíce preferenčních hlasů získal Jiří Fišer z hnutí Tábor 2020, následovaný lídrem Pavlem Hrochem. Do zastupitelstva byli zvoleni ještě Štěpán Pavlík a Martin Doležal.
S kandidátní listinou a programovými prioritami vstříc krajským volbám 2024 seznámilo hnutí Jihočeši 2012 veřejnost na tiskové konferenci 15. května 2024. Lídrem byl náměstek hejtmana Pavel Hroch, kterého na kandidátce následovali ředitel Biskupského gymnázia v Českých Budějovicích Martin Maršík, starosta Sezimova Ústí Martin Doležal, podnikatelka a právnička Monika Němcová či ekonom Michal Doktor.

## Volební výsledky

### Zastupitelstvo Jihočeského kraje
| Volby | Hlasy  | Hlasy | Mandáty | Mandáty | Pozice | Postavení |
| Volby | Abs.   | %     | Abs.    | ±       | Pozice | Postavení |
| ----- | ------ | ----- | ------- | ------- | ------ | --------- |
| 2012  | 27,972 | 14.6  | 9/55    | ▲9      | ▲3.    | Opozice   |
| 2016  | 10,629 | 5.8   | 4/55    | ▼5      | ▼7.    | Koalice   |
| 2020  | 13,010 | 6.5   | 4/55    | ▬0      | ▬7.    | Koalice   |

### Zastupitelstva obcí v Jihočeském kraji
| Volby | Hlasy   | Hlasy | Mandáty | Mandáty |
| Volby | Abs.    | %     | Abs.    | ±       |
| ----- | ------- | ----- | ------- | ------- |
| 2014  | 93,785  | 2.3   | 46/5566 | ▲46     |
| 2018  | 81,130  | 1.9   | 55/5554 | ▲9      |
| 2022  | 109,482 | 2.7   | 67/5546 | ▲12     |

### Senát Parlamentu ČR

#### Obvod č. 13 – Tábor
| Volby | Kandidát           | První kolo | První kolo | První kolo  | Druhé kolo | Druhé kolo | Druhé kolo   |
| Volby | Kandidát           | Hlasy      | v %        | Výsledek    | Hlasy      | v %        | Výsledek     |
| ----- | ------------------ | ---------- | ---------- | ----------- | ---------- | ---------- | ------------ |
| 2022  | Jaroslav Větrovský | 10 718     | 22,7       | 2. (postup) | 9 289      | 46,5       | 2. (prohrál) |